# Koptisch-katholisches Patriarchat von Alexandria

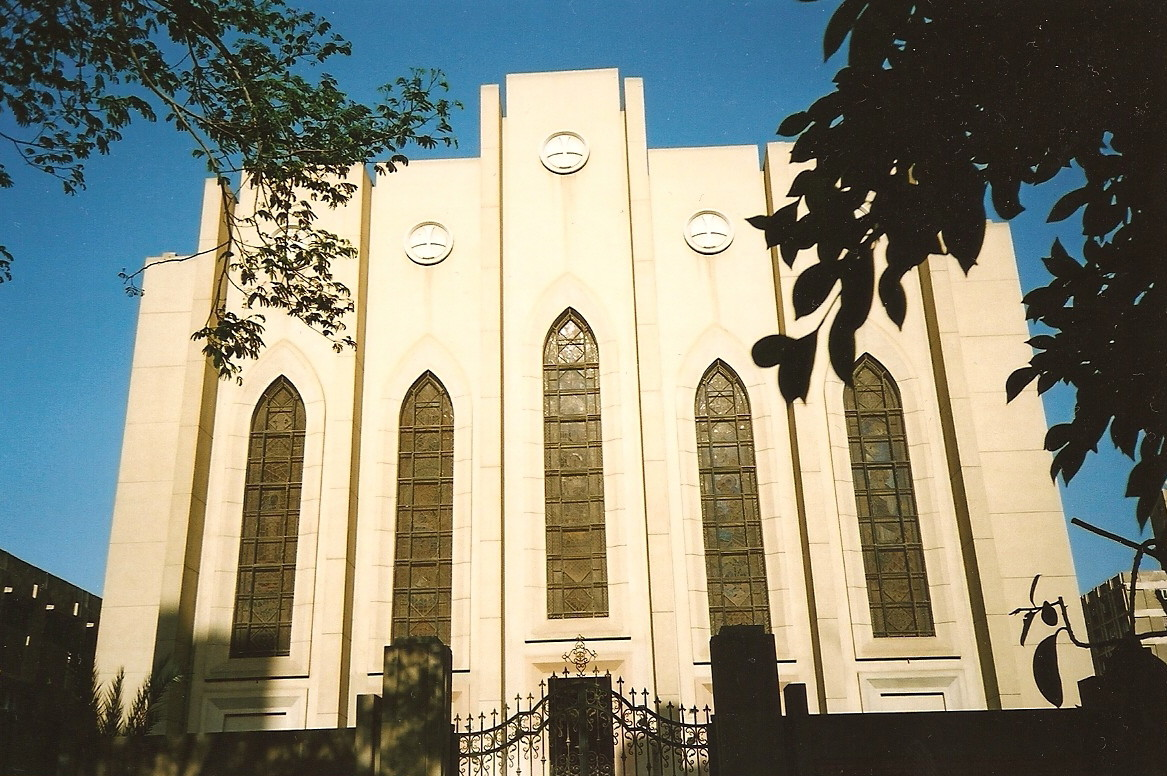
Koptisch-katholische Kathedrale in Kairo

Das Koptisch-katholische Patriarchat von Alexandria (lateinisch Patriarchatus Alexandrinus Coptorum) ist das Patriarchat der mit der römisch-katholischen Kirche unierten koptisch-katholischen Kirche mit Sitz in Kairo in Ägypten. Die patriarchale Jurisdiktion erstreckt sich über alle katholischen Kopten in der Welt. Allerdings gibt es keine koptisch-katholischen Eparchien außerhalb Ägyptens.

## Geschichte
1741 konvertierte der koptische Bischof von Jerusalem, Amba Athanasius, zum Katholizismus. Papst Benedikt XIV. ernannte ihn zum Apostolischen Vikar einer kleinen Gemeinden (2.000 Personen), die ihm in seiner Unterstellung unter den Papst folgten. Obwohl Athanasius später zur Koptischen Orthodoxen Kirche zurückkehrte, setzte sich eine Linie der römisch-katholischen Apostolischen Vikare nach ihm fort. Am 20. März 1815 erhob Pius VII. mit dem Breve Apostolatus officium das Apostolische Vikariat in den Rang eines Bistums und die Vikare mussten dann zu Bischöfen geweiht werden. Mit der Bulle Petrus Apostolorum errichtete Papst Leo XII. am 15. August 1824 ein Patriarchat für die koptischen Katholiken, das aber nur auf dem Papier bestand. Die osmanischen Behörden erlaubten jedoch 1829 den katholischen Kopten, ihre Kirchen zu bauen. Auch das Lateinische Patriarchat von Alexandria blieb mit Rücksicht auf dieses koptische Patriarchat bis 1847 unbesetzt.
Nach einer Reihe von Apostolischen Vikaren ernannte Papst Leo XIII. am 15. März 1895 den Priester George Makarios, der den Namen Kyrill annahm, zum Apostolischen Vikar und Titularerzbischof von Caesarea Philippi. Nach seiner Wahl leitete Makarios eine Pilgerfahrt der koptischen Katholiken nach Rom und beantragte, ihr Patriarchat wiederherzustellen. Der Papst gab dem mit der Bulle Christi Domini am 26. November 1895 statt und begründete erneut das koptisch-katholische Patriarchat von Alexandria. Über den Patriarchatssitz in Kairo hinaus hatte das Patriarchat zwei Suffraganbistümer: 
- Hermopolis Magna mit Sitz in Minya (250 km südlich von Kairo) und
- Theben mit Sitz in Sohag (Oberägypten).

Die Zahl der koptischen Katholiken begann zu jener Zeit mit rund 5.000 Menschen und wuchs rasch, sodass das Patriarchat im Jahr 1907 bereits 14.576 Gläubige umfasste und die Anzahl im Jahr 1959 80.580 erreichte. Um eine neue Ordnung für das Patriarchat zu schaffen, fand in Kairo im Jahr 1898 eine Synode statt, deren Beschlüsse später revidiert und in Rom genehmigt wurden. Bischof Kyrill wurde im Konsistorium vom 19. Juni 1899 zum ersten Patriarchen befördert. Nach mehreren Jahren des Apostolats gab es Schwierigkeiten, sodass er im Jahr 1908 zurücktrat und in die koptisch-orthodoxe Kirche zurückkehrte. Danach blieb das Patriarchat vakant und wurde bis zum 10. August 1947 von einem Apostolischen Administrator verwaltet, als wieder ein Patriarch gewählt wurde.